# Iroko

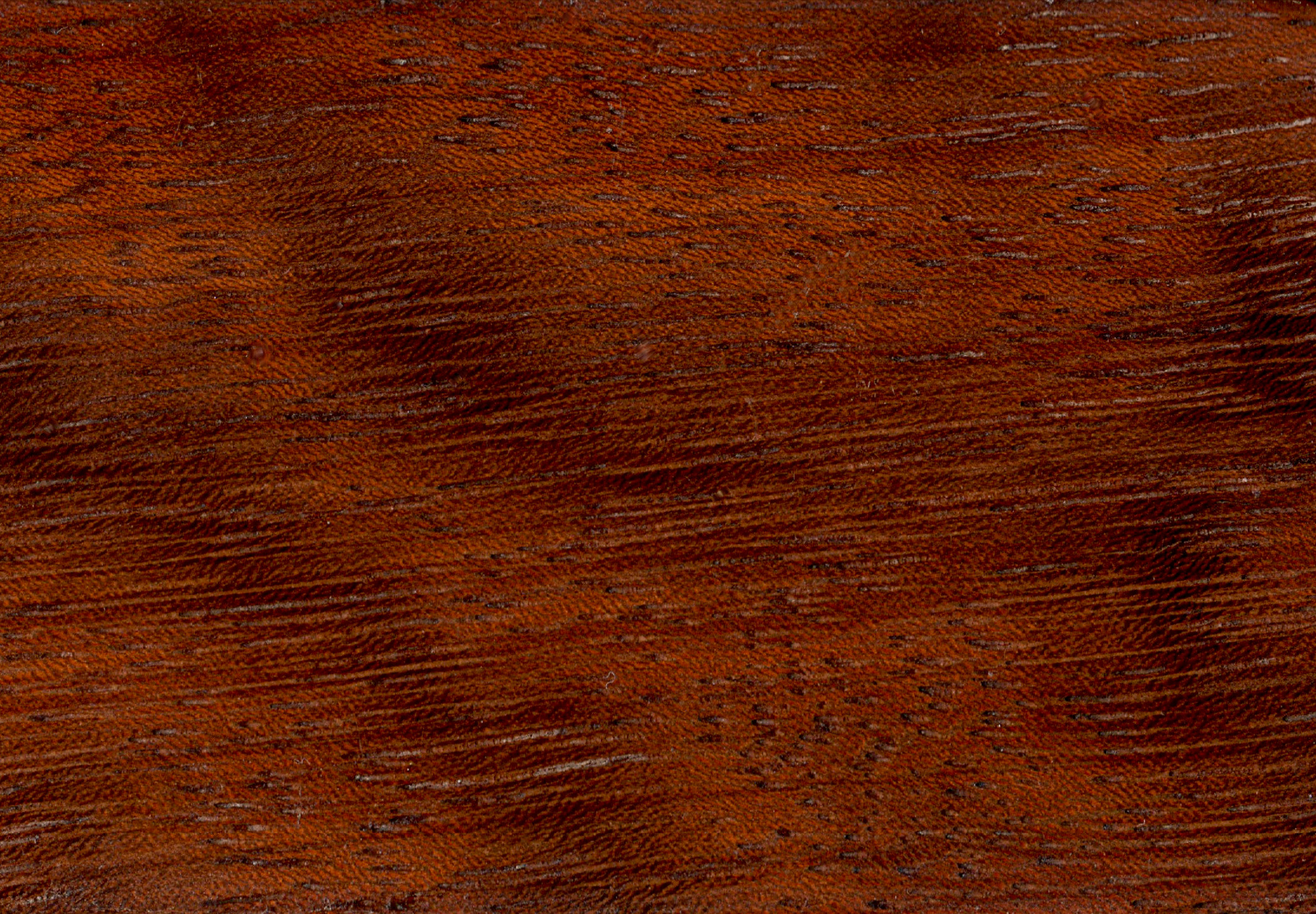
Iroko

Iroko, Chlorophora excelsa, samt Chlorophora regina, är ett hårt gulbrunt träslag från Afrika som har kommit till användning som ersättning till den dyrare teaken till vissa ändamål.
Iroko lämpar sig väl till båtvirke och även till kölar.